# Colias eogene
Colias eogene är en fjärilsart som beskrevs av Felder 1865. Colias eogene ingår i släktet Colias och familjen vitfjärilar. Inga underarter finns listade i Catalogue of Life.

## Bildgalleri

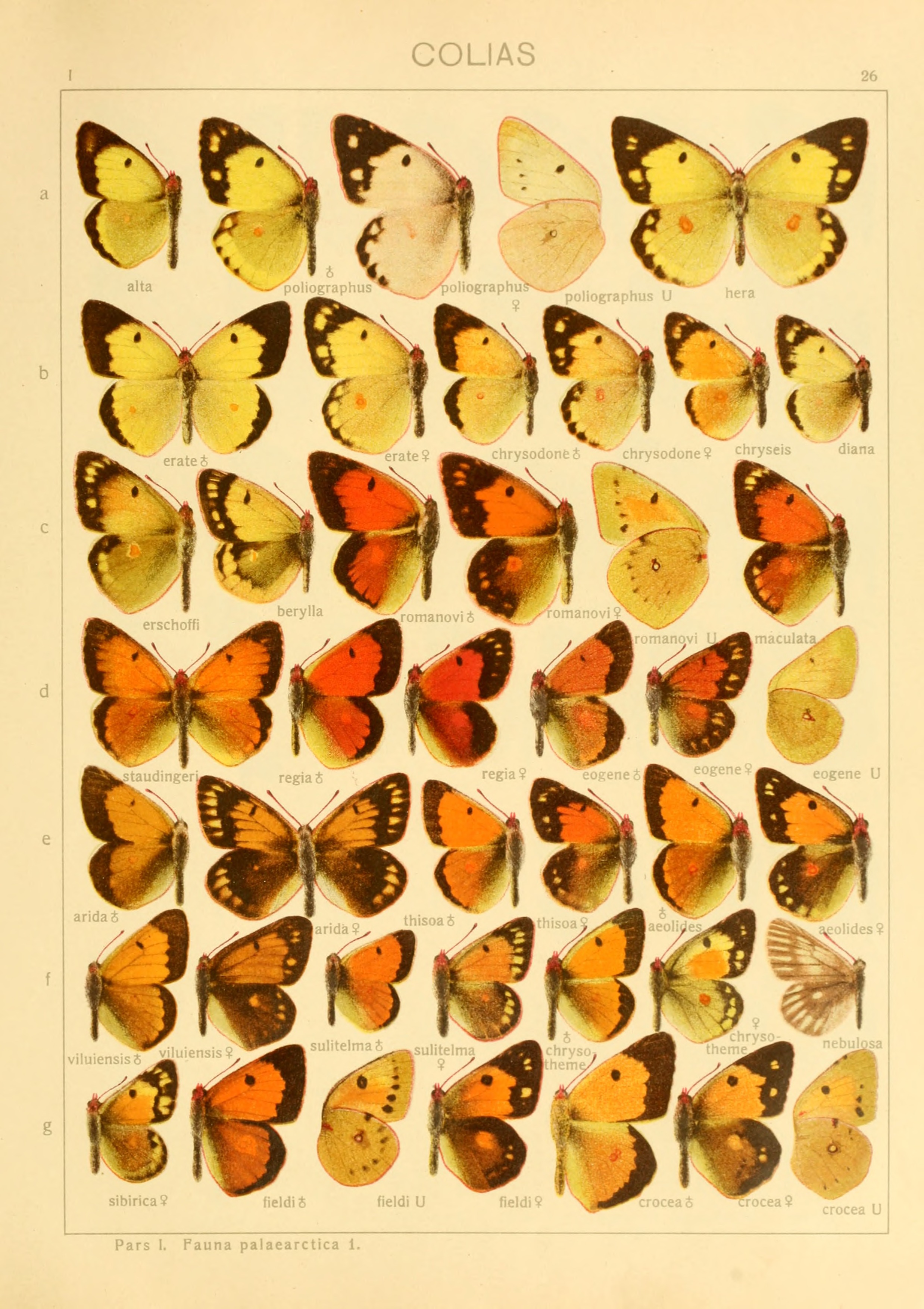